# Betty Lennox
Betty Bernice Lennox (más conocida como Betty Basketball, Betty Big Buckets o B-Money, Oklahoma, 4 de diciembre de 1976) es una exbaloncestista estadounidense de la Women's National Basketball Association (WNBA) que ocupaba la posición de base.
Fue reclutada por los Minnesota Lynx en la 6° posición de la primera ronda del Draft de la WNBA de 2000, equipo donde militó entre ese año y 2002, para pasar posteriormente a los Miami Sol (2002), Cleveland Rockers (2003), Seattle Storm (2004–2007), Atlanta Dream (2008), Los Angeles Sparks (2009–2010) y Tulsa Shock (2011).
En el año 2000 fue galardonada como Rookie del Año de la WNBA y seleccionada para el All-Star Game de la WNBA.

## Estadísticas

### Totales
| Año                                                                                              | Equipo | J   | JI  | MJ   | TC   | ITC  | TC%  | 3P  | 3PA  | 3P%  | 2P   | 2PA  | 2P%  | TL  | ITL | TL%  | RBO | RBD | RBT  | AST | STL | BLK | TOV | PF  | PTS  |
| ------------------------------------------------------------------------------------------------ | ------ | --- | --- | ---- | ---- | ---- | ---- | --- | ---- | ---- | ---- | ---- | ---- | --- | --- | ---- | --- | --- | ---- | --- | --- | --- | --- | --- | ---- |
| 2000 ★                                                                                           | MIN    | 32  | 31  | 984  | 201  | 471  | .427 | 55  | 139  | .396 | 146  | 332  | .440 | 84  | 105 | .800 | 53  | 125 | 178  | 82  | 53  | 9   | 97  | 112 | 541  |
| 2001                                                                                             | MIN    | 11  | 7   | 241  | 41   | 110  | .373 | 20  | 52   | .385 | 21   | 58   | .362 | 19  | 20  | .950 | 13  | 41  | 54   | 16  | 10  | 4   | 25  | 29  | 121  |
| 2002                                                                                             | TOT    | 31  | 4   | 719  | 120  | 355  | .338 | 51  | 154  | .331 | 69   | 201  | .343 | 50  | 68  | .735 | 20  | 69  | 89   | 63  | 30  | 5   | 82  | 102 | 341  |
| 2002                                                                                             | MIN    | 5   | 1   | 138  | 10   | 48   | .208 | 5   | 23   | .217 | 5    | 25   | .200 | 6   | 10  | .600 | 2   | 14  | 16   | 16  | 5   | 0   | 20  | 23  | 31   |
| 2002                                                                                             | MIA    | 26  | 3   | 581  | 110  | 307  | .358 | 46  | 131  | .351 | 64   | 176  | .364 | 44  | 58  | .759 | 18  | 55  | 73   | 47  | 25  | 5   | 62  | 79  | 310  |
| 2003                                                                                             | CLE    | 34  | 1   | 560  | 100  | 269  | .372 | 32  | 103  | .311 | 68   | 166  | .410 | 26  | 36  | .722 | 19  | 70  | 89   | 32  | 14  | 4   | 58  | 77  | 258  |
| 2004                                                                                             | SEA    | 32  | 32  | 920  | 139  | 330  | .421 | 22  | 83   | .265 | 117  | 247  | .474 | 58  | 68  | .853 | 28  | 131 | 159  | 79  | 34  | 3   | 77  | 89  | 358  |
| 2005                                                                                             | SEA    | 28  | 26  | 800  | 123  | 314  | .392 | 24  | 78   | .308 | 99   | 236  | .419 | 76  | 87  | .874 | 21  | 103 | 124  | 57  | 35  | 5   | 75  | 82  | 346  |
| 2006                                                                                             | SEA    | 34  | 34  | 891  | 191  | 423  | .452 | 29  | 90   | .322 | 162  | 333  | .486 | 54  | 71  | .761 | 34  | 103 | 137  | 73  | 36  | 5   | 98  | 92  | 465  |
| 2007                                                                                             | SEA    | 34  | 34  | 937  | 155  | 362  | .428 | 34  | 99   | .343 | 121  | 263  | .460 | 110 | 121 | .909 | 47  | 113 | 160  | 92  | 36  | 5   | 91  | 75  | 454  |
| 2008                                                                                             | ATL    | 34  | 33  | 1010 | 207  | 499  | .415 | 63  | 176  | .358 | 144  | 323  | .446 | 118 | 138 | .855 | 36  | 107 | 143  | 81  | 45  | 3   | 114 | 92  | 595  |
| 2009                                                                                             | LAS    | 30  | 13  | 640  | 111  | 268  | .414 | 25  | 83   | .301 | 86   | 185  | .465 | 59  | 66  | .894 | 33  | 103 | 136  | 54  | 26  | 4   | 70  | 70  | 306  |
| 2010                                                                                             | LAS    | 11  | 0   | 128  | 18   | 46   | .391 | 13  | 36   | .361 | 5    | 10   | .500 | 5   | 6   | .833 | 4   | 15  | 19   | 17  | 2   | 0   | 7   | 24  | 54   |
| 2011                                                                                             | TUL    | 9   | 0   | 55   | 4    | 23   | .174 | 4   | 17   | .235 | 0    | 6    | .000 | 5   | 6   | .833 | 2   | 6   | 8    | 5   | 2   | 0   | 6   | 7   | 17   |
| Carrera                                                                                          |        | 320 | 215 | 7885 | 1410 | 3470 | .406 | 372 | 1110 | .335 | 1038 | 2360 | .440 | 664 | 792 | .838 | 310 | 986 | 1296 | 651 | 323 | 47  | 800 | 851 | 3856 |
| Notas: J=Juegos; JI=Juegos iniciales; MJ=Minutos jugados; ITC=Intentos de TC; ITL=Intentos de TL |        |     |     |      |      |      |      |     |      |      |      |      |      |     |     |      |     |     |      |     |     |     |     |     |      |

### Por juego
| Año                                                                                              | Equipo | J   | JI  | MJ   | TC  | ITC  | TC%  | 3P  | 3PA | 3P%  | 2P  | 2PA  | 2P%  | TL  | ITL | TL%  | RBO | RBD | RBT | AST | STL | BLK | TOV | PF  | PTS  |
| ------------------------------------------------------------------------------------------------ | ------ | --- | --- | ---- | --- | ---- | ---- | --- | --- | ---- | --- | ---- | ---- | --- | --- | ---- | --- | --- | --- | --- | --- | --- | --- | --- | ---- |
| 2000                                                                                             | MIN    | 32  | 31  | 30.8 | 6.3 | 14.7 | .427 | 1.7 | 4.3 | .396 | 4.6 | 10.4 | .440 | 2.6 | 3.3 | .800 | 1.7 | 3.9 | 5.6 | 2.6 | 1.7 | 0.3 | 3.0 | 3.5 | 16.9 |
| 2001                                                                                             | MIN    | 11  | 7   | 21.9 | 3.7 | 10.0 | .373 | 1.8 | 4.7 | .385 | 1.9 | 5.3  | .362 | 1.7 | 1.8 | .950 | 1.2 | 3.7 | 4.9 | 1.5 | 0.9 | 0.4 | 2.3 | 2.6 | 11.0 |
| 2002                                                                                             | TOT    | 31  | 4   | 23.2 | 3.9 | 11.5 | .338 | 1.6 | 5.0 | .331 | 2.2 | 6.5  | .343 | 1.6 | 2.2 | .735 | 0.6 | 2.2 | 2.9 | 2.0 | 1.0 | 0.2 | 2.6 | 3.3 | 11.0 |
| 2002                                                                                             | MIN    | 5   | 1   | 27.6 | 2.0 | 9.6  | .208 | 1.0 | 4.6 | .217 | 1.0 | 5.0  | .200 | 1.2 | 2.0 | .600 | 0.4 | 2.8 | 3.2 | 3.2 | 1.0 | 0.0 | 4.0 | 4.6 | 6.2  |
| 2002                                                                                             | MIA    | 26  | 3   | 22.3 | 4.2 | 11.8 | .358 | 1.8 | 5.0 | .351 | 2.5 | 6.8  | .364 | 1.7 | 2.2 | .759 | 0.7 | 2.1 | 2.8 | 1.8 | 1.0 | 0.2 | 2.4 | 3.0 | 11.9 |
| 2003                                                                                             | CLE    | 34  | 1   | 16.5 | 2.9 | 7.9  | .372 | 0.9 | 3.0 | .311 | 2.0 | 4.9  | .410 | 0.8 | 1.1 | .722 | 0.6 | 2.1 | 2.6 | 0.9 | 0.4 | 0.1 | 1.7 | 2.3 | 7.6  |
| 2004                                                                                             | SEA    | 32  | 32  | 28.8 | 4.3 | 10.3 | .421 | 0.7 | 2.6 | .265 | 3.7 | 7.7  | .474 | 1.8 | 2.1 | .853 | 0.9 | 4.1 | 5.0 | 2.5 | 1.1 | 0.1 | 2.4 | 2.8 | 11.2 |
| 2005                                                                                             | SEA    | 28  | 26  | 28.6 | 4.4 | 11.2 | .392 | 0.9 | 2.8 | .308 | 3.5 | 8.4  | .419 | 2.7 | 3.1 | .874 | 0.8 | 3.7 | 4.4 | 2.0 | 1.3 | 0.2 | 2.7 | 2.9 | 12.4 |
| 2006                                                                                             | SEA    | 34  | 34  | 26.2 | 5.6 | 12.4 | .452 | 0.9 | 2.6 | .322 | 4.8 | 9.8  | .486 | 1.6 | 2.1 | .761 | 1.0 | 3.0 | 4.0 | 2.1 | 1.1 | 0.1 | 2.9 | 2.7 | 13.7 |
| 2007                                                                                             | SEA    | 34  | 34  | 27.6 | 4.6 | 10.6 | .428 | 1.0 | 2.9 | .343 | 3.6 | 7.7  | .460 | 3.2 | 3.6 | .909 | 1.4 | 3.3 | 4.7 | 2.7 | 1.1 | 0.1 | 2.7 | 2.2 | 13.4 |
| 2008                                                                                             | ATL    | 34  | 33  | 29.7 | 6.1 | 14.7 | .415 | 1.9 | 5.2 | .358 | 4.2 | 9.5  | .446 | 3.5 | 4.1 | .855 | 1.1 | 3.1 | 4.2 | 2.4 | 1.3 | 0.1 | 3.4 | 2.7 | 17.5 |
| 2009                                                                                             | LAS    | 30  | 13  | 21.3 | 3.7 | 8.9  | .414 | 0.8 | 2.8 | .301 | 2.9 | 6.2  | .465 | 2.0 | 2.2 | .894 | 1.1 | 3.4 | 4.5 | 1.8 | 0.9 | 0.1 | 2.3 | 2.3 | 10.2 |
| 2010                                                                                             | LAS    | 11  | 0   | 11.6 | 1.6 | 4.2  | .391 | 1.2 | 3.3 | .361 | 0.5 | 0.9  | .500 | 0.5 | 0.5 | .833 | 0.4 | 1.4 | 1.7 | 1.5 | 0.2 | 0.0 | 0.6 | 2.2 | 4.9  |
| 2011                                                                                             | TUL    | 9   | 0   | 6.1  | 0.4 | 2.6  | .174 | 0.4 | 1.9 | .235 | 0.0 | 0.7  | .000 | 0.6 | 0.7 | .833 | 0.2 | 0.7 | 0.9 | 0.6 | 0.2 | 0.0 | 0.7 | 0.8 | 1.9  |
| Carrera                                                                                          |        | 320 | 215 | 24.6 | 4.4 | 10.8 | .406 | 1.2 | 3.5 | .335 | 3.2 | 7.4  | .440 | 2.1 | 2.5 | .838 | 1.0 | 3.1 | 4.1 | 2.0 | 1.0 | 0.1 | 2.5 | 2.7 | 12.1 |
| Notas: J=Juegos; JI=Juegos iniciales; MJ=Minutos jugados; ITC=Intentos de TC; ITL=Intentos de TL |        |     |     |      |     |      |      |     |     |      |     |      |      |     |     |      |     |     |     |     |     |     |     |     |      |